# Llista d'autors bretons
Aquí hi ha una llista d'autors bretons. La major part han escrit la seva obra en bretó, però també hi ha d'altres que, tot i que han escrit en francès, la seva obra ha estat d'esperit totalment bretó.

## A
- Bertrand d'Argentré
- Guy Autret de Missirien
- Fanch Abgrall François Abgrall
- Alexandre Allain
- Loeiz Andouard
- Marianna Abgrall
- Yann-Fanch Abgrall

## B
- Job Ar Bayon
- Yves Marie Le Bec
- Yves Berthou
- Yann Bijer
- Aogust Bocher
- Gwilham Er Borgn
- Herri ar Borgn
- Alan Botrel
- Jos Ar Bras
- Anatol Ar Braz
- Yann Brekilien
- Jean Le Bris
- Kristian Brisson
- Fañch Broudig
- Gab Brousseau

## C
- Jean-Marie Cadic
- Philomène Cadoret
- Gérard Caramaro
- François-René de Chateaubriand
- Maris-Louis Charran
- Youenn Coic
- Tristan Corbière

## C'H
- Amede Ar C'hozig
- Jakez Ar C'hann

## D
- Erwan Daniel
- Fanch Debauvais
- Jean-Marie Déguignet
- Gwendal Denez
- Per Denez
- Iwan an Diberder
- Marcel Divanach
- Daniel Doujet
- Youenn Drezen
- Yann An Du
- Julien Dupuis
- Jean Dupuis (En Neue)
- Yann-Fulub Dupuy
- Anjela Duval

## E
- Fañch Elies Abeozen
- Jean-Louis Emily
- Guy Etienne
- Erwan Evenou

## F
- François Falc'hun
- Abbé F.M. Falquerho,
- Francis Favereau
- Jacques Fleurent
- Yann Ar Floc'h
- Loeiz Ar Floc'h
- Visant Fave

## G
- Ren Ar Gak
- Reun ar C'halan (René Galand)
- Yann Ar Gall
- Hollsent Ar Garreg (Toussaint Le Garrec)
- Yvon Gourmelon (Yann Gerven)
- Charles de Gaulle (Barz Bro C'hall)
- Maodez Glanndour
- Juluan Godest
- Fanch Gourvil
- Charlez Ar Govig
- Yeun Ar Gow
- Xavier Grall
- Jules Gros
- Guillaume Gruel
- Jean-Michel Guilcher
- Eugène Guillevic
- Charlez Gwennou
- Youenn Gwernig

## H
- Marcel Hamon
- Jean L'Helgoualc'h
- Per-Jakez Hélias
- Roparz Hemon
- Yann-Vari Heneu
- Eflamm An Henoret
- Jean-Marie Henry, abbé
- Loeiz Herrieu
- Théodore Hersart de la Villemarqué (Kervarker)
- Abbé Germain Horellou
- Ronan Huon

## J
- Yann-Fañch Jacq
- Job Jaffré
- Taldir-Jaffrennou
- Yann-Vari Jakob (Efflamm Koed Skaù)
- Hervé Jaouen
- Yann-Eozen Jarl
- Kristof Jezegou
- Yves-Marie Le Joncour
- Philippe Jouet
- Soaig Jonkour

## K
- Yann-Fanch Kaba
- Filomena Kadoret
- Yann-Ber Kalloc'h
- Fanch Kaorel
- Koulizh Kedez
- Kerlann
- Fañch Kerrain
- Herve Kerrain
- Mark Kerrain
- Jakez Kerrien
- Divi Kervella
- Erwan Kervella
- Frañsez Kervella
- Goulc'han Kervella
- Kerwerc'hez
- Marsel Klerg
- Iouann Klodig
- Jakez Konan
- Koulmig Arvor
- Andreo Koulouarn
- Ivon Krog
- Jos Kuilhandr

## L
- Jehan Lagadeuc
- Célestin Lainé (Neven an Henaff)
- Xavier de Langlais (Langleiz)
- Pier Laorans ou Pierre Laurent
- Fañch Al Lay ou François Le Lay
- Henry Le Bal
- Pierre Le Baud
- Morvan Lebesque
- Charles Le Quintrec
- Georges Le Rumeur
- Gwion Létard-Morliguen
- Auguste Loriquer
- François-Marie Luzel

## M
- Mikael Madeg
- Tangi Malmanche
- Pier Martin (Chanoine Pierre Martin)
- Yvona Martin
- Emil Masson
- Jakez Masson
- Roperzh Ar Mason
- Fanch Ar May
- Fant Rozeg-Meaven
- Loeiza Er Meliner
- Martial Ménard
- Konstansa Ar Merer
- Andreo Merser
- Jean-François Miniac
- Jean-Claude Miossec
- Yves Miossec
- Erwan Ar Moal (Yves Le Moal)
- Laouig Ar Moal
- Meven Mordiern
- Olier Mordrel
- Françoise Morvan
- Fañch Morvannou
- Renan Ar Mougn

## N
- Emile Nicol

## O
- Filip Oillo
- Youenn Olier

## P
- Yann-Vari Perrot
- Fañch Peru
- Ivonig Picard
- Yann-Ber Piriou
- Jean-Yves Plourin
- Remont Ar Porzh
- Glaoda Ar Prad (Claude Le Prat)
- Maria Prat
- Per Pronost

## Q
- Henri Queffélec
- Yann Queffélec
- Narcisse Quellien

## R
- Ernest Renan
- Jakez Riou
- Armand Robin
- Charlez Rolland
- Anna-Vari Ropars
- Jean Le Roux
- Loeiz-Napoleon Ar Rouz
- Jean-Louis Rozeg
- Naig Rozmor
- Mikael A Rusunan

## S
- Guillaume de Saint-André
- Victor Segalen
- Juluen Sklisson
- Yann Sohier
- Jean-Marie Le Scraigne
- Émile Souvestre

## T
- Bernez Tangi
- Lan Tangi
- Paotr-Treoure (Aogustin Konk)
- Pierre Trépos

Colette trublet

## V
- Erwan Vallerie
- François Vallée
- Jules Verne
- Erwan Verthou
- Gwilherm Vertou

## W
- Kloareg Ar Wern
- Dan Ar Wern